# Paul Grasmanis
(en) Statistiques sur pro-football-reference
Paul Ray Grasmanis (né le 2 août 1974 à Grand Rapids) est un joueur américain de football américain.

## Carrière

### Université
Grasmanis fait ses études à l'université Notre-Dame où il est membre de la ligne défensive.

### Professionnel
Paul Grasmanis est sélectionné au quatrième tour du draft de la NFL de 1996 par les Bears de Chicago au 116e choix. En 1997, il réalise son premier sack et récupère son premier fumble. Après avoir été libéré après la saison 1998, il signe un contrat avec les Rams de Saint-Louis mais il n'y reste qu'une semaine durant le camp d'entrainement.
Les Broncos de Denver recrute Grasmanis pour la saison 1999 mais il n'entre qu'au cours de cinq matchs. Il est libéré peu après la fin de la saison. En 2000, Paul signe avec les Eagles de Philadelphie, réalisant son plus grand nombre de tacles en une saison avec trente. Après avoir quelques matchs comme titulaire en 2001 et 2002, il apparaît très rarement sur les pelouses de la NFL, entrant au cours de huit matchs en trois saisons (de 2003 à 2005). Avant le début de la saison 2006, il annonce qu'il prend sa retraite, du fait de nombreuses blessures.

## Statistiques
En neuf saisons en NFL, Paul Grasmanis joue 104 matchs dont neuf comme titulaire, fait douze sacks, récupère un fumble et fait 116 tacles. Ces statistiques ne prennent en compte que les matchs de saison régulière.